# Żarnowo Pierwsze
Żarnowo Pierwsze – wieś w Polsce, położona w województwie podlaskim, w powiecie augustowskim, w gminie Augustów.
| SIMC    | Nazwa        | Rodzaj    |
| ------- | ------------ | --------- |
| 1010549 | Borowa Droga | część wsi |
| 1010696 | Prosta Droga | część wsi |
| 1010733 | Rezowa Droga | część wsi |

W latach 1975–1998 wieś administracyjnie należała do województwa suwalskiego.